# Carea inducens
Carea inducens är en fjärilsart som beskrevs av Walker 1859. Carea inducens ingår i släktet Carea och familjen trågspinnare. Inga underarter finns listade i Catalogue of Life.